# Immortal Souls

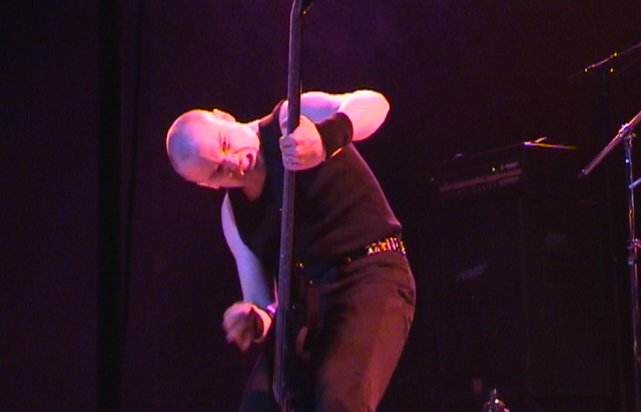
Immortal Souls live

Immortal Souls är ett finskt melodisk death metal- och unblack metal-band som grundades 1991. De är upphovsmän till den inte jättekända musikgenren Wintermetal. Den kallas wintermetal på grund av deras sångtexter, som till stor del handlar om kylan i norr. Exempelvis heter två av skivorna "Under The Northern Sky" och "Ice Upon The Night".

## Skivor
- Immortal Souls - Kassett 1995
- Reflections of Doom - Kassett 1997
- Divine Wintertime - EP 1999
- The Cleansing - EP 2000
- Under the Northern Sky - CD 2001
- Ice Upon the night - CD 2003
- Once Upon a Time in the North - CD 2005
- Wintereich - CD 2007
- IV: The Requiem for the Art of Death - CD 2011
- Wintermetal - CD 2015

## Medlemmar
- Aki Särkioja - Sång och Bas
- Esa Särkioja - Gitarr
- Marko Pekkarinen - Gitarr
- Juha Kronqvist - Trummor